# Gmina Lichnowy
Die Gmina Lichnowy ist eine Landgemeinde im Powiat Malborski der polnischen Woiwodschaft Pommern. Sitz der Gemeinde ist das Dorf Lichnowy (deutsch Groß Lichtenau).

## Gliederung
Zur Landgemeinde Lichnowy gehören zehn Orte (deutsche  Namen bis 1945) mit einem Schulzenamt:
| - Boręty (Barendt) - Dąbrowa (Damerau) - Lichnowy (Groß Lichtenau) - Lichnówki (Klein Lichtenau) - Lisewo Malborskie (Ließau) | - Parszewo (Parschau) - Pordenowo (Pordenau) - Starynia (Altenau) - Szymankowo (Simonsdorf) - Tropiszewo (Trappenfelde) |

Weitere Ortschaften der Gemeinde sind Boręty Drugie, Boręty Pierwsze, Lichnówki Pierwsze und Stożki (Klein Heubuden).

## Verkehr
Lisewo hat einen Haltepunkt an der Bahnstrecke Warszawa–Gdańsk und war Beginn der Schmalspurbahn Lisewo–Malbork. Der Bahnhof von Szymankowo liegt an der Bahnstrecke Warszawa–Gdańsk und war Beginn der Bahnstrecke Szymankowo–Nowy Dwór Gdański. Der Bahnhof Lichnowy war Abzweigbahnhof der Schmalspurbahn Lichnowy–Lipinka Gdańska von der Schmalspurbahn Lisewo–Nowy Dwór Gdański.

## Persönlichkeiten
- Jacob Lubbe (* um 1430 in Groß Lichtenau; † kurz nach 1500), Danziger Kaufmann und Verfasser einer Familienchronik
- Jacob Sigismund Beck (* 1761 in Ließau; † 1840), deutscher Philosoph.